# Flughafen Baia Mare

i8
i11
i13
Der Flughafen Baia Mare (rum. Aeroportul Internațional Baia Mare; auch Maramureș International Airport , IATA-Code: BAY, ICAO-Code: LRBM) ist ein rumänischer Regionalflughafen zirka zehn Autominuten von Baia Mare entfernt südlich der Kleinstadt Tăuții-Măgherăuș.

## Geschichte
Die Geschichte des Flughafens geht bis ins Jahr 1929 zurück. Vor dem Zweiten Weltkrieg diente er den Rumänischen Luftstreitkräften. Als dieser Teil Siebenbürgens während des Krieges noch einmal zu Ungarn gehörte, wurde er als Nagybánya oder Nagy Bánya bezeichnet.
Im Jahr 1964 wurde damit begonnen, eine 1400 m lange befestigte Start- und Landebahn zu errichten. Ab 1966 wurde der Flughafen regelmäßig von kleineren Postflugzeugen angeflogen. Von 1977 bis 1979 wurde die Start- und Landebahn auf eine Länge von 1800 m verlängert.
Von 2016 bis 2019 wurde die Piste auf 2150 m verlängert.

## Ziele
Es werden Flüge nach Bukarest sowie Antalya angeboten.

## Zwischenfälle
- Am 22. Februar 1996 kollidierte eine Antonow An-24 der rumänischen Zivilluftfahrtbehörde (Luftfahrzeugkennzeichen YR-BMK) beim Anflug auf den Flughafen Baia Mare mit Baumwipfeln und stürzte in ein Haus. Das Flugzeug befand sich auf einem Kalibrierungsflug für die örtlichen Anflughilfen. Alle 8 Insassen sowie 2 Personen am Boden kamen beim Absturz ums Leben.[2]